# Костихино (Карачевское городское поселение)
Костихино — деревня в Карачевском районе Брянской области, в составе Карачевского городского поселения. 

Расположена в 2 км к северо-западу от деревни Коптилово. Население — 3 человека (2010).

## История
Возникла во второй половине XIX века как выселки из деревни Костихиной; первоначально называлась Малая Костихина, Костихинские выселки, также Луки. Состояла в приходе села Покров. До 1929 года входила в Карачевский уезд (с 1861 — в составе Верхопольской волости, в 1924—1929 гг. в Карачевской волости).
С 1929 года в Карачевском районе. До 1954 — в Коптиловском сельсовете, в 1954—1960 и в 1989—2005 гг. в Трыковском, в 1960—1989 — в Верхопольском сельсовете.
| Годы      | 1887 | 1926 | 1979 | 1989 | 2002 | 2010 |
| --------- | ---- | ---- | ---- | ---- | ---- | ---- |
| Население | 58   | 297  | 43   | 26   | 7    | 3    |